# سیارک ۱۳۲۴۴
سیارک ۱۳۲۴۴ (به انگلیسی: 13244 Dannymeyer، نامگذاری:1998MJ14) سیزده هزار و دویست و چهل و چهارمین سیارک کشف شده‌است که در ۲۶ ژوئن ۱۹۹۸ کشف شد.
قدر مطلق سیارک برابر ۷۰.۷ است.